# Giovanni Battista Piamarta
Giovanni Battista Piamarta (26. listopadu 1841, Brescia – 25. dubna 1913, Remedello) byl italský římskokatolický kněz a zakladatel Kongregace Svaté rodiny Nazaretské.

## Život
Narodil se 26. listopadu 1841 v Brescii. Jeho otec byl holič a matka velmi zbožná žena, která měla rozhodující vliv na výchovu syna, ale zemřela když mu bylo 9 let. Jeho dědeček z matčiny strany ho vzal z ulice a nasměroval ho do Oratoria svatého Tomáše. Jako učně výrobce matrací ho potkal don Pancrazio Pezzana farář ve Vallio, který jej nasměřoval na cestu kněžství. Na kněze byl vysvěcen 23. prosince 1865 v katedrále v Brescii.
Prvních dvacet let vykonával pastorační službu v různých farnostech a ve všech zanechal vzpomínku na kněze, který byl vynikající, horlivý, a ve všem bezúhonný.[zdroj?]
Spolu s Mons. Pietrem Caprettim duchovním vůdcem katolického hnutí, zakládá 3. prosince 1886 Řemeslnický institut (Istituto Artigianelli) pro odbornou lidskou a křesťanskou formaci nejchudší mládeže. Roku 1895 s pomocí otce Giovanni Bonsignoriho založil zemědělskou osadu (Colonia Agricola) v Remedello, která se stala majákem sloužící na zefektivnění zemědělství a výchovu křesťanských techniků.
Roku 1900 založil mužskou kongregaci Svaté rodiny Nazaretské a roku 1911 s Elisou Baldo kongregaci Pokorných služebnic Pána.
Zemřel 25. dubna 1913.
Blahořečen byl 12. října 1997 a svatořečen 21. října 2012.